# Шемиот
Шемиот (пол. Szemiot) — древний польский дворянский род.
Фамилия Шемиотов происходит из Польского шляхетства, из коей многие в 1470 и других годах были Воеводами и в других знатных чинах. Происшедшие от них потомки по присоединении под Российскую державу, находились в службе и жалованы были чинами и другими почестями Монарших милостей.
Определением Могилёвского Дворянского Депутатского Собрания род Шемиотов внесен в шестую часть родословной книги, в число древнего дворянства.

## Известные представители
- Шемиот, Викентий Леонтьевич (1770 ― 1841) ― екатеринославский вице-губернатор и гражданский губернатор, действительный статский советник.
- Шемиот, Павел Леонтьевич (1768—1859) — участник Отечественной войны 1812 года, начальник 7-й дружины Петербургского народного ополчения. Полковник лейб-гвардии (кирасир), предводитель ямбургского дворянства.

## Описание герба
В щите, имеющем голубое поле, изображён серебряный лебедь, обращённый в правую сторону (польский герб Лебедь).
Щит увенчан дворянскими шлемом и дворянской короной. Нашлемник: до половины выходящий лев, обращённый в правую сторону, держащий в правой лапе меч. Намёт на щите голубой, подложенный серебром. Герб рода Шемиотов (Шемиот) внесён в Часть 10 Общего гербовника дворянских родов Всероссийской империи, стр. 20.